# Odilon Kossounou
Odilon Kossounou (Abidjan, 4 gennaio 2001) è un calciatore ivoriano, difensore dell'Atalanta e della nazionale ivoriana, con la quale ha vinto la Coppa d'Africa nel 2024.

## Caratteristiche tecniche
Difensore centrale veloce e ben strutturato fisicamente, riesce a recuperare facilmente gli avversari grazie alla sua velocità unita a una grande potenza fisica anche se ciò a volte lo rende eccessivamente duro nei contrasti. Abile in marcatura, nelle chiusure e anche nell'impostazione dalle retrovie complice la sua ottima tecnica individuale.

## Carriera

### Club

#### Giovanili e il passaggio in Svezia
Cresciuto nel settore giovanile dell'ASEC Mimosas, nel 2019 è approdato in Europa firmando con gli svedesi dell'Hammarby. Ha esordito fra i professionisti il 18 febbraio disputando l'incontro di Svenska Cupen vinto 3-0 contro il Varberg.

#### Club Bruges
Nel luglio 2019 è passato al Club Bruges, squadra in cui milita per due stagioni,durante la prima stagione non scende in campo spesso mentre la stagione successiva 2020-2021 scende in campo da titolare a suon di prestazioni positive. Contribuisce entrambe le stagioni alla vittoria della Pro League.

#### Bayer Leverkusen
Il 22 luglio 2021, si trasferisce per 23 milioni di euro al Bayer Leverkusen. Diventa ben presto un titolare fisso nel reparto difensivo del club, vincendo sia la Bundesliga che la Dfb Pokal nella stagione 2023-2024.

#### Atalanta
Il 28 agosto 2024, viene ceduto all'Atalanta, in Serie A, in prestito oneroso da 5 milioni di euro, con diritto di riscatto che è fissato a 25 milioni. Il 24 settembre esordisce da titolare nella partita casalinga di campionato col Como, persa per 3-2. Dopo una prima buona parte di stagione, nel mese di gennaio subisce un infortunio al tendine ed è costretto a operarsi, rimanendo fuori per 3 mesi.
Il 13 giugno 2025 viene riscattato dai bergamaschi.

### Nazionale
Ha esordito in nazionale nel 2020, venendo convocato per la Coppa delle nazioni africane 2021 e per la vittoriosa edizione del 2023.

## Statistiche

### Presenze e reti nei club
Statistiche aggiornate al 4 maggio 2025.
| Stagione                | Squadra                 | Campionato              | Campionato | Campionato | Coppe nazionali | Coppe nazionali | Coppe nazionali | Coppe continentali | Coppe continentali | Coppe continentali | Altre coppe | Altre coppe | Altre coppe | Totale | Totale | Totale |
| Stagione                | Squadra                 | Comp                    | Pres       | Reti       | Comp            | Pres            | Reti            | Comp               | Pres               | Reti               | Comp        | Pres        | Reti        | Pres   | Reti   |        |
| ----------------------- | ----------------------- | ----------------------- | ---------- | ---------- | --------------- | --------------- | --------------- | ------------------ | ------------------ | ------------------ | ----------- | ----------- | ----------- | ------ | ------ | ------ |
| 2019                    | Hammarby                | A                       | 9          | 0          | CS              | 4               | 0               | -                  | -                  | -                  | -           | -           | -           | 13     | 0      |        |
| 2019-2020               | Club Bruges             | D1                      | 7          | 0          | CB              | 1               | 0               | UCL+UEL            | 2+2                | 0                  | -           | -           | -           | 12     | 0      |        |
| 2020-2021               | Club Bruges             | D1                      | 33         | 1          | CB              | 2               | 0               | UCL+UEL            | 5+2                | 0                  | -           | -           | -           | 42     | 1      |        |
| lug. 2021               | Club Bruges             | D1                      | 0          | 0          | CB              | 0               | 0               | UCL                | 0                  | 0                  | SB          | 1           | 0           | 1      | 0      |        |
| Totale Club Bruges      | Totale Club Bruges      | Totale Club Bruges      | 40         | 1          |                 | 3               | 0               |                    | 11                 | 0                  |             | 1           | 0           | 55     | 1      |        |
| 2021-2022               | Bayer Leverkusen        | BL                      | 27         | 0          | CG              | 1               | 0               | UEL                | 5                  | 0                  |             | -           | -           | 33     | 0      |        |
| 2022-2023               | Bayer Leverkusen        | BL                      | 24         | 0          | CG              | 1               | 0               | UCL+UEL            | 5+5                | 0+0                |             | -           | -           | 35     | 0      |        |
| 2023-2024               | Bayer Leverkusen        | BL                      | 22         | 1          | CG              | 4               | 0               | UEL                | 8                  | 0                  |             | -           | -           | 34     | 1      |        |
| Totale Bayer Leverkusen | Totale Bayer Leverkusen | Totale Bayer Leverkusen | 73         | 1          |                 | 6               | 0               |                    | 23                 | 0                  |             | -           | -           | 102    | 1      |        |
| 2024-2025               | Atalanta                | A                       | 18         | 0          | CI              | 0               | 0               | UCL                | 4                  | 0                  | SI+SU       | 1+0         | 0           | 23     | 0      |        |
| Totale carriera         | Totale carriera         | Totale carriera         | 140        | 2          |                 | 13              | 0               |                    | 38                 | 0                  |             | 2           | 0           | 193    | 2      |        |

### Cronologia presenze e reti in nazionale
| Cronologia completa delle presenze e delle reti in nazionale ― Costa d'Avorio | Cronologia completa delle presenze e delle reti in nazionale ― Costa d'Avorio | Cronologia completa delle presenze e delle reti in nazionale ― Costa d'Avorio | Cronologia completa delle presenze e delle reti in nazionale ― Costa d'Avorio | Cronologia completa delle presenze e delle reti in nazionale ― Costa d'Avorio | Cronologia completa delle presenze e delle reti in nazionale ― Costa d'Avorio | Cronologia completa delle presenze e delle reti in nazionale ― Costa d'Avorio | Cronologia completa delle presenze e delle reti in nazionale ― Costa d'Avorio |
| Data                                                                          | Città                                                                         | In casa                                                                       | Risultato                                                                     | Ospiti                                                                        | Competizione                                                                  | Reti                                                                          | Note                                                                          |
| ----------------------------------------------------------------------------- | ----------------------------------------------------------------------------- | ----------------------------------------------------------------------------- | ----------------------------------------------------------------------------- | ----------------------------------------------------------------------------- | ----------------------------------------------------------------------------- | ----------------------------------------------------------------------------- | ----------------------------------------------------------------------------- |
| 8-10-2020                                                                     | Bruxelles                                                                     | Belgio                                                                        | 1 – 1                                                                         | Costa d'Avorio                                                                | Amichevole                                                                    | -                                                                             | 70’                                                                           |
| 13-10-2020                                                                    | Utrecht                                                                       | Giappone                                                                      | 1 – 0                                                                         | Costa d'Avorio                                                                | Amichevole                                                                    | -                                                                             |                                                                               |
| 12-11-2020                                                                    | Abidjan                                                                       | Costa d'Avorio                                                                | 2 – 1                                                                         | Madagascar                                                                    | Qual. Coppa d'Africa 2021                                                     | -                                                                             | 79’                                                                           |
| 17-11-2020                                                                    | Toamasina                                                                     | Madagascar                                                                    | 1 – 1                                                                         | Costa d'Avorio                                                                | Qual. Coppa d'Africa 2021                                                     | -                                                                             |                                                                               |
| 5-6-2021                                                                      | Abidjan                                                                       | Costa d'Avorio                                                                | 2 – 1                                                                         | Burkina Faso                                                                  | Amichevole                                                                    | -                                                                             | 46’                                                                           |
| 12-6-2021                                                                     | Cape Coast                                                                    | Ghana                                                                         | 0 – 0                                                                         | Costa d'Avorio                                                                | Amichevole                                                                    | -                                                                             |                                                                               |
| 3-9-2021                                                                      | Maputo                                                                        | Mozambico                                                                     | 0 – 0                                                                         | Costa d'Avorio                                                                | Qual. Mondiali 2022                                                           | -                                                                             |                                                                               |
| 6-9-2021                                                                      | Abidjan                                                                       | Costa d'Avorio                                                                | 2 – 1                                                                         | Camerun                                                                       | Qual. Mondiali 2022                                                           | -                                                                             |                                                                               |
| 8-10-2021                                                                     | Johannesburg                                                                  | Malawi                                                                        | 0 – 3                                                                         | Costa d'Avorio                                                                | Qual. Mondiali 2022                                                           | -                                                                             |                                                                               |
| 13-11-2021                                                                    | Cotonou                                                                       | Costa d'Avorio                                                                | 3 – 0                                                                         | Mozambico                                                                     | Qual. Mondiali 2022                                                           | -                                                                             |                                                                               |
| 16-11-2021                                                                    | Douala                                                                        | Camerun                                                                       | 1 – 0                                                                         | Costa d'Avorio                                                                | Qual. Mondiali 2022                                                           | -                                                                             | 46’                                                                           |
| 16-1-2022                                                                     | Douala                                                                        | Costa d'Avorio                                                                | 2 – 2                                                                         | Sierra Leone                                                                  | Coppa d'Africa 2021 - 1º turno                                                | -                                                                             | 90+3’                                                                         |
| 20-1-2022                                                                     | Douala                                                                        | Costa d'Avorio                                                                | 3 – 1                                                                         | Algeria                                                                       | Coppa d'Africa 2021 - 1º turno                                                | -                                                                             |                                                                               |
| 25-3-2022                                                                     | Marsiglia                                                                     | Francia                                                                       | 2 – 1                                                                         | Costa d'Avorio                                                                | Amichevole                                                                    | -                                                                             | 68’                                                                           |
| 9-6-2022                                                                      | Johannesburg                                                                  | Lesotho                                                                       | 0 – 0                                                                         | Costa d'Avorio                                                                | Qual. Coppa d'Africa 2023                                                     | -                                                                             | 46’                                                                           |
| 24-9-2022                                                                     | Le Petit-Quevilly                                                             | Costa d'Avorio                                                                | 2 – 1                                                                         | Togo                                                                          | Amichevole                                                                    | -                                                                             |                                                                               |
| 24-3-2023                                                                     | Bouaké                                                                        | Costa d'Avorio                                                                | 3 – 1                                                                         | Comore                                                                        | Qual. Coppa d'Africa 2023                                                     | -                                                                             | 86’                                                                           |
| 9-9-2023                                                                      | San-Pédro                                                                     | Costa d'Avorio                                                                | 1 – 0                                                                         | Lesotho                                                                       | Qual. Coppa d'Africa 2023                                                     | -                                                                             |                                                                               |
| 6-1-2024                                                                      | San-Pédro                                                                     | Costa d'Avorio                                                                | 5 – 1                                                                         | Sierra Leone                                                                  | Amichevole                                                                    | -                                                                             | 46’                                                                           |
| 29-1-2024                                                                     | Yamoussoukro                                                                  | Senegal                                                                       | 1 – 1 dts (4 – 5 dtr)                                                         | Costa d'Avorio                                                                | Coppa d'Africa 2023 - Ottavi di finale                                        | -                                                                             | 116’                                                                          |
| 3-2-2024                                                                      | Bouaké                                                                        | Mali                                                                          | 1 – 2 dts                                                                     | Costa d'Avorio                                                                | Coppa d'Africa 2023 - Quarti di finale                                        | -                                                                             | 16’, 43’                                                                      |
| 12-2-2024                                                                     | Abidjan                                                                       | Costa d'Avorio                                                                | 2 – 1                                                                         | Nigeria                                                                       | Coppa d'Africa 2023 - Finale                                                  | -                                                                             |                                                                               |
| 26-3-2024                                                                     | Lens                                                                          | Costa d'Avorio                                                                | 2 – 1                                                                         | Uruguay                                                                       | Amichevole                                                                    | -                                                                             | 90+7’                                                                         |
| 7-6-2024                                                                      | Korhogo                                                                       | Costa d'Avorio                                                                | 1 – 0                                                                         | Gabon                                                                         | Qual. Mondiali 2026                                                           | -                                                                             |                                                                               |
| 10-9-2024                                                                     | Yaoundé                                                                       | Ciad                                                                          | 0 – 2                                                                         | Costa d'Avorio                                                                | Qual. Coppa d'Africa 2025                                                     | -                                                                             | 89’                                                                           |
| 7-6-2025                                                                      | Toronto                                                                       | Nuova Zelanda                                                                 | 1 – 0                                                                         | Costa d'Avorio                                                                | Amichevole                                                                    | -                                                                             | 77’                                                                           |
| 10-6-2025                                                                     | Toronto                                                                       | Canada                                                                        | 0 – 0 (4 – 5 dtr)                                                             | Costa d'Avorio                                                                | Amichevole                                                                    | -                                                                             |                                                                               |
| Totale                                                                        |                                                                               | Presenze                                                                      | 27                                                                            |                                                                               | Reti                                                                          | 0                                                                             |                                                                               |

## Palmarès

### Club
- Campionato belga: 2

Club Bruges: 2019-2020, 2020-2021
- Supercoppa belga: 1

Club Bruges: 2021
- Campionato tedesco: 1

Bayer Leverkusen: 2023-2024
- Coppa di Germania: 1

Bayer Leverkusen: 2023-2024
- Supercoppa di Germania: 1

Bayer Leverkusen: 2024

### Nazionale
- Coppa d'Africa: 1

Costa d'Avorio 2023